# Crematorium
Crematorium ist eine US-amerikanische Deathcore-Band aus Los Angeles, Kalifornien, die im Jahr 1991 gegründet wurde, sich 1998 auflöste und 2000 wieder zusammenfand.

## Geschichte
Die Band wurde im Jahr 1991 gegründet. Nachdem sie die ersten Lieder entwickelt hatten, veröffentlichten sie im Jahr 1993 das erste Demo Dark Manifestations, dem die EP Unholy Massacre im Jahr 1994 folgte. Im Jahr 1997 erschien ihr Debütalbum Epicediums of the Damned. In den Jahren 1997 und 1998 nahm die Band Coverversionen für verschiedene Kompilationen auf, so auch unter anderem von Whiplash, im Original von Metallica. Durch starke Besetzungswechsel zerfiel die Band im Jahr 1998, bis sie schließlich 2000 wieder zusammenfand.
Im Jahr 2001 begab sich die Band in die DDG Studios, um die EP A World Where Only Nightmares Prevail aufzunehmen und noch im selben Jahr zu veröffentlichen. Während des Jahres spielte die Band zudem diverse Live-Auftritte. Dadurch erreichte die Band einen Vertrag mit Prosthetic Records. Im Jahr 2002 begab sich die Band in die Speed Semen Clove Factory, um mit Michael Rozon das Album For All Our Sins aufzunehmen. Im Jahr 2005 erschien das nächste Album The Process of Endtime.

## Stil
Die Band spielt eine Mischung aus Death Metal, Metalcore und Hardcore und kann teilweise mit Bands wie Kataklysm verglichen werden.

## Diskografie
- Dark Manifestations (Demo, 1993, Eigenveröffentlichung)
- Unholy Massacre (EP, 1994, Eigenveröffentlichung)
- Epicediums of the Damned (Album, 1997, Dismal Records)
- Various Cover Sessions (EP, 1997, Dismal Records)
- A World Where Only Nightmares Prevail (EP, 1998, Dismal Records)
- For All Our Sins (Album, 2002, Prosthetic Records)
- This is Armageddon...5 Songs of Absolution (EP, 2004, Dismal Records)
- The Process of Endtime (Album, 2005, Prosthetic Records)